# كيت ألين (ناشطة حقوق الإنسان)
كيت ألين (بالإنجليزية: Kate Allen)‏ هي ناشطة حقوق الإنسان بريطانية، ولدت في 25 يناير 1955.